# Erika Holzer
Erika Holzer es una novelista y ensayista estadounidense miembro del "Círculo de Ayn Rand". Es conocida por su novela: Ojo por ojo la cual fue adaptada al cine en 1996 bajo la dirección de John Schlesinger. También ha colaborado en obras de no ficción junto a su marido: Henry Mark Holzer, el cual ejerce como abogada.

## Biografía
Aparte de su labor como novelista, es abogada junto a su marido, los cuales estudiaron dentro del círculo objetivista de Ayn Rand en Nueva York en los años 60. En 1966 fue considerada una de las mejores novelistas del año junto a Rand con quien empezaría una serie de obras literarias. En cuanto a Mark Holzer, pasó a ser abogado de su compañera de profesión.
A finales de los 60, la pareja se hizo con la copia de un negativo original que databa de 1942 y que se creía destruido: una película italiana que sirvió de base para la primera novela de Rand: Los que vivimos. Erika ayudó al coproductor Duncan Scott en la restauración del filme y en 1986 se produjo el estreno a la gran pantalla con subtítulos en inglés.
Alentada por Rand, Erika publicó su primera novela bajo el título: Double Crossing, aclamado por la crítica y con el que obtuvo el Premio Prometheus a la Mejor Novela. Su segundo trabajo fue Ojo por ojo, publicado en 1993 y el cual se centra en una madre que busca justicia para su hija asesinada. Tres años después se haría una adaptación cinematográfica con el mismo título y dirigida por John Schlesinger y protagonizada por Sally Field junto a Kiefer Sutherland.

### Derechos humanos
Como abogada, ha trabajado junto a su esposo en casos de interés público. El caso más conocido fue el de Walter Polovchak: disidente [en aquel entonces] de 12 años que pedía no ser extraditado a la Unión Soviética. Otro caso similar fue el de dos rumanos trabajadores en un circo que pidieron asilo político.

### Artículos
- Holzer, Erika (diciembre de 1968). «Preserve and Protect by Allen Drury». The Objectivist 7 (12)..  Book review.
- Holzer, Erika; Rand, Ayn (diciembre de 1969). «The War of Liberation in Hollywood». The Objectivist 8 (6)..  Anti-intellectualism in Hollywood, illustrated by the movies Bullitt, Charly, and 2001: A Space Odyssey.

### Novelas
- Holzer, Erika (2001) [1983]. Double Crossing. Putnam. ISBN 0-595-17696-8.  A Soviet doctor tries to escape to the West by exchanging identities with an American.
- Holzer, Erika (2001) [1993]. Eye for an Eye. St. Martin's Press. ISBN 0-595-19260-2.  A woman turns to a vigilante group for justice after the legal system fails her.

### Literatura de no ficción
- Holzer, Erika & Holzer, Henry Mark (2006) [2002]. "Aid and Comfort": Jane Fonda in North Vietnam (2nd edición). McFarland. ISBN 0-7864-2729-9.  Argumentó que las actividades de Jane Fonda en Vietnam del Norte serían  indicativos de convicción de traición.
- Holzer, Erika & Holzer, Henry Mark (2003). Fake Warriors. Xlibris. ISBN 1-4010-9675-1.  Subtitled "Identifying, Exposing, and Punishing Those Who Falsify Their Military Service", specifically concerning the Vietnam War.
- Holzer, Erika (2005). Ayn Rand: My Fiction-writing Teacher. Madison Press. ISBN 0-615-13041-0.  Insight into Ayn Rand's ideas about fiction writing; includes Erika's short stories and writing exercises.